# Yusuf Izzettin Efendi

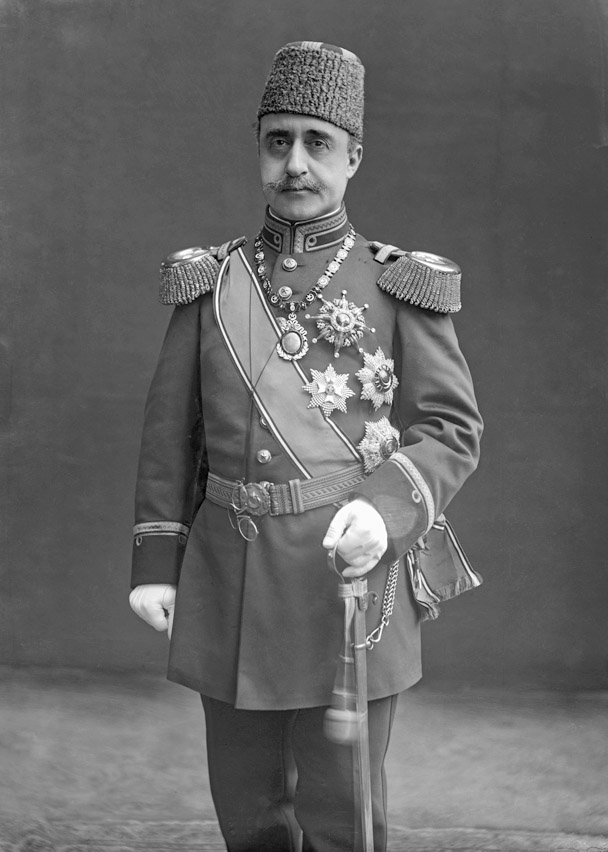
Şehzade Yusuf İzettin Efendi

Prinz Yusuf Izzeddin Efendi (* 10. Oktober 1857 in Istanbul; † 1. Februar 1916 ebenda) war der erste Sohn des Sultans Abdülaziz und ab 1909 Thronfolger im Osmanischen Reich. Seine georgische Mutter Dürr-i Nev Kadın Efendi brachte ihn im Dolmabahçe-Palast zur Welt. Als er 19 war, verstarb sein Vater mit aufgeschnittenen Pulsadern, die Umstände des Todes (Selbsttötung, Mord) sind nicht geklärt. Da der Thron jeweils den ältesten männlichen Nachkommen weitergegeben wurde, folgten Murad V. und Abdülhamid II. zunächst auf dem Thron. Nachdem sein Cousin Mehmed V. im Jahr 1909 den Thron bestiegen hatte, war er der potentielle Thronfolger. In der Zwischenzeit wurde er fest an die Gepflogenheiten des Palast herangeführt und nahm z. B. an der Beerdigung Eduards VII. und an der Krönung Georges V. teil.
Er kritisierte die osmanische Kriegspolitik im Ersten Weltkrieg. So soll er für den Kriegsaustritt und gegen das Bündnis mit dem deutschen Kaiserreich plädiert haben. Dies führte zu einem Zerwürfnis mit Enver Pascha; ihn soll er nach Streitereien bei einer Truppenbeschau bei den Dardanellen vor versammelter Mannschaft geohrfeigt haben.
Anfang 1916 wurde er mit aufgeschnittenen Pulsadern tot in seinem Zimmer aufgefunden. Die Umstände seines Todes werden offiziell mit Suizid angegeben, da er an Depressionen erkrankt gewesen sein soll. In der historischen Debatte wird ein Mord durch die Jungtürken, speziell im Auftrag Enver Paschas, in Erwägung gezogen. Ilber Ortayli dagegen hält es für wahrscheinlich, dass er auf Geheiß der Deutschen umgebracht worden sei, da er das Bündnis auflösen wollte. Nachfolger wurde Mehmed VI.